# Killer Beach
Killer Beach（キラー・ビーチ）は、日本のロックデュオ。

## 概要
同級生同士で組まれたバンド。（2021年9月上旬結成）バンド体制でライブを行っているが、ベースとドラムはサポートメンバーで構成されている。バンド名は、Thee Michelle Gun Elephantの同名の曲「Killer Beach」から。
楽曲は主にコンノが作っており、それをメンバーで録音している。
主にイギリスのロックやガレージ・ロックから影響を受けており、Mixはザ・ストロークスのようなサウンドメイクをしている。
メンバーはそれぞれ別の県に在住しており、ヤマシタが宮城、コンノが東京に住んでいる。2022年12月21日のライブにてコンノが進学の為脱退。正規メンバーはヤマシタのみとなった。

## ディスコグラフィー

### シングル
- Life of cliché (2021年10月26日)
- Love song (2021年12月18日)
- Falling down (2022年4月1日)
- Superstition (2022年5月25日)
- Backfire (2022年12月9日)
- Deep inside (2022年12月14日)
- Just like a lullaby (2022年12月17日)

### アルバム
- THE FIRST (2022年6月18日)